# Delia coronariae
Delia coronariae este o specie de muște din genul Delia, familia Anthomyiidae. A fost descrisă pentru prima dată de Friedrich Georg Hendel în anul 1925. Conform Catalogue of Life specia Delia coronariae nu are subspecii cunoscute.